# Umberto Caligaris
Umberto Caligaris (Casale Monferrato, 26 juli 1901 – Turijn, 19 oktober 1940) was een Italiaanse professionele voetballer die als linksback gespeeld heeft voor AS Casale, Juventus, Brescia en het Italiaans nationale team. 
Met Juventus heeft hij een record door vijf opeenvolgende seizoen de Serie A te winnen tussen 1930 en 1935. Daarnaast won hij met het Italiaanse team een bronzen medaille op het voetbaltoernooi van de Olympische Zomerspelen in 1928 en werd hij in 1934 wereldkampioen. Na zijn voetbalpensioen is hij bij zijn oude clubs Brescia en Juventus ook nog als trainer actief geweest.

## Clubcarrière
Caligaris werd geboren in Casale Monferrato en bracht de eerste negen jaar van zijn carrière door bij AS Casale, een team uit zijn geboortestad en oud-kampioen van de Italiaanse Eerste Divisie (de voorloper van de Serie A). Hij maakte zijn debuut voor de club op 12 oktober 1919 in een wedstrijd tegen de plaatselijke rivaal Valenzana Calcio. Uiteindelijk kwam Caligaris tot 128 officiële wedstrijden voor Casale, waarmee hij nog steeds op de 6e plaats staat van meeste wedstrijden voor de club.
Nadat hij met Italië op de Olympische Spelen in 1928 een bronzen medaille had behaald, en in alle wedstrijden had meegespeeld, maakte hij de overstap naar Juventus. Hij maakte zijn debuut in de Serie A op 6 oktober 1929 in een 3-2 thuisoverwinning op Napoli. Al snel werd de verdedigingslinie, met Caligaris als linksback, een ijzersterk bastion waarmee Juventus veel successen boekte. Tussen 1930 en 1935 werden vijf Scudetti's op rij gewonnen, en na het laatste kampioenschap trok Caligaris naar Brescia om een functie als speler-trainer in te vullen.
In Brescia leerde Caligaris weer wat het was om te verliezen, want in zijn eerste seizoen degradeerde de ploeg naar de Serie B door als laatste te eindigen. Na een seizoen in de Serie B te hebben gespeeld, besloot Caligaris om zijn voetbalcarrière te beëindigen en ook als trainer op te stappen.

## Interlandcarrière
Als speler van Casale maakte Caligaris op 15 januari 1922 zijn debuut voor het Italiaans elftal in een oefeninterland tegen Oostenrijk. In zijn beginperiode bij het nationale elftal vocht hij met de Italiaanse legende Renzo De Vecchi voor een basisplaats in het team.
Hij speelde al voor Italië op de Olympische Zomerspelen in 1924, en won met het land ook de Europabeker in het seizoen 1927-30. Nadat De Vecchi met pensioen was gegaan, werd Caligaris de onbetwiste back van het Italiaanse team. Op de Olympische Zomerspelen van 1928 in Amsterdam was het Italiaanse team met Caligaris in de troostfinale te sterk voor Egypte en won de bronzen medaille.
Tussen 1931 en 1934 was Caligaris de aanvoerder van het Italiaanse team, en in totaal kwam hij 59 keer uit voor La Squadra Azzurra. Toendertijd werd hij recordhouder met de meeste interlands, wat pas in 1971 werd verbroken door Giacinto Facchetti.
Hoewel hij in 1934 deel uitmaakte van de selectie voor het WK in eigen land, kwam Caligaris tijdens het toernooi niet in actie en zag hij vanuit de bank hoe zijn teamgenoten Italië's allereerste wereldbeker wisten te winnen.

## Trainerscarrière
Na zijn succesperiode bij Juventus werd Caligaris aangetrokken door Brescia. Als 34-jarige fungeerde hij als speler-trainer in het seizoen dat Brescia degradeerde uit de Serie A. In de Serie B wist hij het jaar erna slechts een 1e plaats te behalen met de club, waarop hij vertrok.
In 1939 begon hij opnieuw als trainer bij zijn oude club Juventus, een functie die hij vervulde tot aan zijn dood in 1940.

## Overlijden
Op 19 oktober 1940 was Caligaris, de toenmalige trainer van het team, als oud-speler opgeroepen voor een wedstrijd met de Juventus All Stars voor een benefietwedstrijd. Na enkele minuten moest hij al het veld verlaten omdat hij zich niet goed voelde. Nadat hij naar het ziekenhuis werd gebracht in Turijn kreeg hij een aneurysma en stierf ter plaatse op 39-jarige leeftijd.

## Nalatenschap
Umberto Caligaris werd gezien als een van de grootste Italiaanse verdedigers van vóór de Tweede Wereldoorlog. In zijn geboorteplaats Casale Monferrato werd gedurende de jaren zeventig meermaals een jaarlijks O21-voetbaltoernooi georganiseerd dat het Caligaris Internationale Toernooi werd genoemd.

## Erelijst

### Club

#### Juventus
- Kampioen Serie A: 1930–31, 1931–32, 1932–33, 1933–34, 1934–35

### Land
- Goud Olympisch voetbaltoernooi 1928
- WK 1934
- Winnaar Europabeker: 1927-30, 1933-35

Dit artikel of een eerdere versie ervan is een (gedeeltelijke) vertaling van het artikel Umberto Caligaris op de Engelstalige Wikipedia, dat onder de licentie Creative Commons Naamsvermelding/Gelijk delen valt. Zie de bewerkingsgeschiedenis aldaar.
Cavanna ·
Combi  ·
Masetti ·
Allemandi ·
Caligaris ·
Monzeglio ·
Rosetta ·
Bertolini ·
Castellazzi ·
Ferraris ·
Monti ·
Pizziolo ·
Varglien ·
Arcari ·
Borel ·
Demaría ·
Ferrari ·
Guaita ·
Guarisi ·
Meazza ·
Orsi ·
Schiavio ·
Coach: Pozzo